# Erandol
Erandol é uma cidade  no distrito de Jalgaon, no estado indiano de Maharashtra.

## Geografia
Erandol está localizada a 20° 55′ N, 75° 20′ L. Tem uma altitude média de 227 metros (744 pés).

## Demografia
Segundo o censo de 2001, Erandol tinha uma população de 30,120 habitantes. Os indivíduos do sexo masculino constituem 52% da população e os do sexo feminino 48%. Erandol tem uma taxa de literacia de 65%, superior à média nacional de 59.5%: a literacia no sexo masculino é de 72% e no sexo feminino é de 57%. Em Erandol, 13% da população está abaixo dos 6 anos de idade.